# Constitució
|  | Per a altres significats, vegeu «constitució (desambiguació)». |

Una constitució és un conjunt de principis fonamentals o precedents establerts segons els quals un estat o una altra organització es governa. Quan aquests principis s'escriuen a una col·lecció única o conjunt de documents legals, es pot dir que aquells documents comprenen una constitució escrita. Les constitucions estableixen les regles i els principis que governen l'organització o una entitat política. En el cas particular dels estats, una constitució és la norma jurídica fonamental que defineix l'estructura, els procediments, les prerrogatives, drets i responsabilitats del govern i dels ciutadans. Abans de l'evolució de les constitucions nacionals modernes, el terme «constitució» feia referència a qualsevol llei important que determinava el funcionament d'un govern.
De les constitucions, se'n fa ús en moltes organitzacions, ja sigui en organitzacions supranacionals, els estats i llurs divisions administratives constituents, així com en els partits polítics, els sindicats i les organitzacions no governamentals. Els ordes religiosos es regeixen també per constitucions aprovades per la Santa Seu.
La constitució de l'Índia és la constitució escrita més llarga de qualsevol país sobirà al món,.
contenint 444 articles,
12 capítols i 94 esmenes, amb 117.369 si prenem com a referència la seva versió en llengua anglesa, mentre que la Constitució dels Estats Units és la constitució més curta, amb tan sols 7 articles i 27 esmenes. En aquest sentit, la constitució espanyola té 169 articles repartits entre 10 títols. La constitució escrita més antiga i encara vigent és la de San Marino que data del 1600, basada en el statuti comunali de 1300.
Generalment, les constitucions escrites modernes, confereixen poders específics a una entitat, organització o institució, esdevenint la condició primària o marc legal bàsic que suporta les limitacions de la mateixa organització. Segons el politòleg Scott Gordon, una organització política és constitucional en la mesura que conté mecanismes institucionalitzats de control de poder per a la protecció dels interessos i llibertats de la ciutadania, incloent-hi els de les minories.
El terme llatí ultra vires descriu les activitats que una organització realitzaria fora dels límits que marca una constitució. Per exemple, un sindicat d'estudiants pot no estar autoritzat constitucionalment a realitzar activitats no relacionades amb el món estudiantil. Per tant, quan un sindicat d'estudiants vol intervenir en accions no relacionades amb el món estudiantil estaria realitzant activitat ultra vires. Un exemple des del dret constitucional espanyol seria la promulgació d'un Reial decret llei que regulés el règim electoral, ja que la constitució espanyola prohibeix que aquesta forma legislativa pugui regular els processos electorals. Per tant, el decret llei seria considerat nul per defecte ultra vires, situació que podria ser reforçada per una decisió de la magistratura del Tribunal Constitucional, en un cas de revisió judicial.
A la majoria d'estats moderns, tot i que no en tots els estats, la constitució té supremacia per la sobre llei ordinària. En aquestst estats, quan un acte públic és anticonstitucional o es viola algun dret recollit a la Constitució, aquell acte és nul i buit, i l'anul·lació és ab initio, és a dir, des de l'inici i no des que es descobreix. Per tant, qualsevol, llei, reglament, acte administratiu que vulnera la Constitució és declarat nul de ple dret i es considera que mai ha tingut efectes jurídics. Una particularitat, seria que un acte o norma amb rang jurídic no fos inconstitucional, però amb la seva aplicació es violessin drets recollits en aquesta, en aquest cas un tribunal podria determinar quins procediments d'aplicació són constitucionals i quins no. Històricament, el remei perquè tals violacions han estat peticions per a ordres de dret comú, com el quo warranto als Estats Units o la Qüestió d'inconstitucionalitat a l'estat espanyol.

## Definicions
El terme constitució, s'introdueix a través del francès provinent del mot llatí constitutio, (constitutiones principis: edicta, mandata, decreta, rescripta). usat per a regulacions i ordes, i que feia referència a la promulgació de qualsevol llei important, especialment quan provenien de l'emperador romà. Més Tard, el terme s'utilitzava àmpliament en el dret canònic, ja que es referia una determinació important, especialment un decret promulgat pel papa, conegut com a constitució apostòlica.

### Definició formal
La constitució és un acte jurídic, molt sovint concretat per un o més documents escrits. Aquest acte se situa al cim del seu ordre jurídic: tot altre acte jurídic ha de conformar-se a les seves prescripcions. Així, segons la teoria de la jerarquia de les normes, desenvolupada notablement per Hans Kelsen, cada regla de dret es legitima per una regla de dret superior i a la qual s'ha de conformar (el reglament és inferior a la llei, i aquesta mateixa inferior als tractats, inferiors a la constitució). La constitució és així la llei fonamental que legitima totes les normes inferiors.
Aquesta teoria es complementa pel principi de la constitucionalitat que indica que la constitució és el principi suprem de dret d'un estat i que el seu respecte, obligatori és necessari i assegurat per una cort constitucional com a tal, com el Tribunal Constitucional en el cas d'Espanya, un consell constitucional com a França, o la mateixa Cort Suprema de Justícia, com és el cas dels Estats Units.
Aquest lloc, al cim de la jerarquia de les normes resulta de fet que la constitució es crea pel poder constituent originari, i revisat pel poder constituent que se'n deriva o s'hi institueix. És, doncs, un acte jurídic imposat pel poder constituent a tots els òrgans de l'estat i de la societat. Estableix, per tant, una lògica «vertical» del poder i no pas una lògica «horitzontal», com ho són els contractes i els tractats.

### Definició material
Qualsevol constitució ha de contenir dues coses essencials:
- per una banda, el conjunt de les regles que organitzen els poders públics i les relacions entre ells (govern, parlament, president de la república, rei, etc.)
- per altra banda, les llibertats i obligacions públiques (o les llibertats fonamentals) que s'atorguen a totes les persones que resideixen al territori o als súbdits de l'estat en qüestió. Hom troba en aquesta categoria els drets i llibertats com la llibertat de moviment, la llibertat d'expressió, etc.[15]

## Característiques de les constitucions
Les constitucions poden ser escrites o no escrites. Una constitució escrita es formalitza en un text jurídic o un conjunt de lleis constitucionals. La majoria de les constitucions modernes són escrites. Per contra, una constitució no escrita és el conjunt de regles relacionades amb l'organització del poder que no s'han escrit com a document constitucional. Tanmateix, això no impedeix que un o més documents puguin servir com a base d'aquesta constitució.
Fins a la fi del segle xviii, l'organització política dels estats era regida gairebé completament pels costums, sobretot als estats monàrquics, encara que hi havia regles de devolució d'un monarca. Aquesta forma ha desaparegut progressivament al mateix temps que ho ha fet la monarquia absoluta. De fet, els segles xviii i xix corresponen a èpoques de renovació política i, en conseqüència, constitucional. Les constitucions no escrites no són reflexives -és a dir, no procedeixen d'una elecció ni d'un raonament constitucional. Són, a més, imprecises i poc detallades i, per tant, comporten problemes de claredat i de seguretat jurídica. A més a més, no són democràtiques, ja que llur elaboració no procedeix del poble. Actualment, el Regne Unit és l'únic dels estats occidentals que no ha aprovat cap constitució escrita.

## Dustur
Dustur o Destur és una paraula àrab moderna que vol dir 'constitució'. Gairebé tots els països musulmans disposen d'una constitució escrita o dustur, encara que alguns es basen en l'Alcorà com a font del dret. A Tunísia el partit nacionalista fundat per Habib Burguiba va agafar el nom de Destur. Més tard fou el Nou Destur.

## Història

### Constitucions a l'antic orient

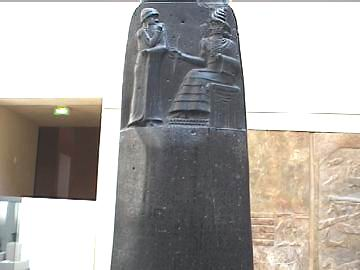
Estela d'Hammurabi

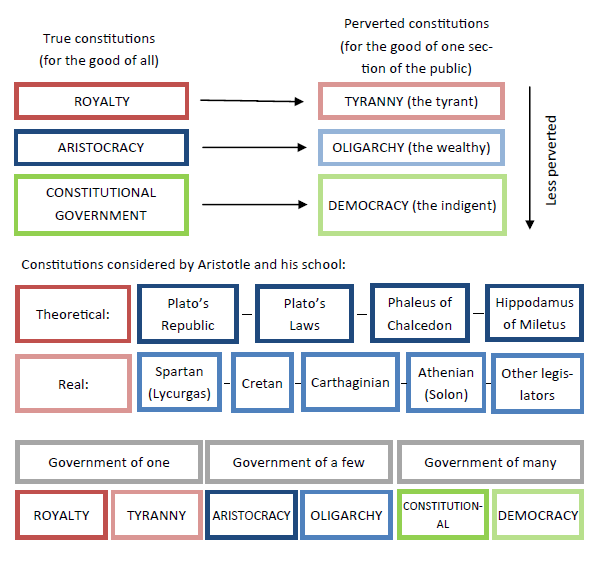
Diagrama que il·lustra la classificació de Constitucions segons Aristòtil.

Les excavacions arqueològiques al territori actual de l'Iraq, dutes a terme per Ernest de Sarzec el 1877 van trobar evidències de l'existència del codi més antic de justícia que es coneix, promulgat pel rei sumeri Urukagina de Lagash prop del 2300 aC. Encara que no s'ha descobert el document original, se sap que conferia drets als seus ciutadans i potser és el prototip primitiu de les lleis de govern. Per exemple, atorgava exempcions d'impostos a les vídues i els orfes i protegia els pobres de la usura dels rics. En èpoques posteriors, els governs van començar a utilitzar alguns codis escrits especials per a governar. El document més antic que es coneix sembla que és el Codi d'Ur-Nammu d'Ur, prop del 2050 aC. Alguns dels codis més coneguts d'aquesta època són el Codi d'Hammurabi de Babilònia el Codi Hitita, el Codi Assiri, la Llei Mosaica i els manaments de Cir el Gran de Pèrsia.

### Constitucions a l'edat antiga

#### Grècia
El 621 aC, l'escriba Dracó d'Atenes va escriure les lleis de la ciutat estat d'Atenes. Aquest codi, per exemple, ja desenvolupava drets i deures dels ciutadans, així com establia el grau de sanció com per exemple abolir la pena de mort per a qualsevol ofensa. El 594 aC, Soló, el governant d'Atenes, va crear una nova constitució que alleugerava les càrregues dels treballadors, així com regulava que la classe governant aconseguís aquest estatus per mitjà de la riquesa i no pas per naixement. Clístenes també va reformar la constitució atenesa el 508 aC i pel caràcter de les seves reformes, és considerat sovint com el començament de la democràcia.
Aristòtil (prop del 350 aC) va ser un dels primers escriptors de la història a distingir entre la llei ordinària i la llei constitucional, establint així els conceptes de «constitució» i «constitucionalisme». Va realitzar una classificació de les diferents formes de govern constitucionals. La definició més bàsica fou per descriure que una constitució era l'organització dels càrrecs d'un estat. Posteriorment, en la seva obra de la Constitució d'Atenes, la Política i l'Ètica a Nicòmac, Aristòtil va explorar i analitzar les diverses formes constitucionals existents fins aquell moment, especialment les que hi havia a Atenes i Esparta. Les conclusions de la seva anàlisi el portaren a classificar les constitucions en bones i dolentes, arribant a defensar que el millor sistema constitucional era el que establia un sistema mixt, amb elements monàrquics, aristocràtics i democràtics. També va establir les diferències entre classes de ciutadans: Els ciutadans que eren aquells que podien participar i gaudir dels privilegis de l'estat, els no-ciutadans i els esclaus.

### Roma
Els romans van codificar les seves lleis el 449 aC en la constitució de les dotze taules. Eren un conjunt de lleis, les esmenes de les quals s'anaven afegint amb el pas del temps. La llei romana no es va unificar fins a la creació del Codi Teodosià, el 438 dC. Més tard, l'Imperi Romà d'Orient va promulgar el Codi Justinià el 534 dC.
La majoria dels pobles germànics que van envair l'Imperi Romà d'Occident també van codificar llurs pròpies lleis. Una de les primeres lleis germàniques a ser escrites va ser el Codi Visigot d'Euric (471 dC), seguit de les lleis burgúndies, que establien codis diferents per als pobles germànics i els romans, el Pacte Alaman, i les lleis sàliques dels francs, totes tres escrites poc després del 500 dC. El 506, el Breviari d'Alaric o Lex Romana d'Alaric II dels visigots, va adoptar i consolidar el Codi Teodosià amb altres lleis romanes. Altres constitucions de l'època inclouen l'Edicte de Rotari dels llombards (643), el Codi de Recesvint o Lex Visigothorum (654), i el codi dels frisis (785).

### Orient
Al Japó, el 604 es va escriure una constitució de disset articles, aparentment pel príncep Shōtoku, que és un dels exemples constitucionals més antics de la història política de l'Àsia. El document, influenciat pels ensenyaments budistes, s'enfocava més en l'ètica i moral social que no pas en les institucions de govern per se. Una altra constitució de l'Àsia és la Constitució de Medina (صحیفة المدینه, afat al-Madna), un document religiós promulgat per Mahoma el 622 que constituïa un acord formal entre Muhammad i tot les tribus significatives i famílies de la ciutat de Yathrib (més tard coneguda com a Medina), incloent-hi musulmans, jueus, i pagans.

### Occident
A Anglaterra, el rei Enric I va promulgar la carta de les llibertats l'any 1100 que regulava com havien de ser les relacions entre el rei el clergat i la noblesa. Aquest concepte es redefiniria amb la signatura de la Carta Magna feta per Joan sense terra, cinquè fill mascle d'Enric I, el 1215. L'article més important d'aquest document, relacionat amb el habeas corpus, establia que el rei no podia encarcerar, exiliar o matar ningú sense cap procés judicial. Encara que aquest article era un contracte exclusiu entre la noblesa i el rei, el concepte es va estendre amb el temps per incloure-hi tot el poble, la qual cosa va dur a la creació de la monarquia constitucional, amb un balanç de poder entre la monarquia i la noblesa i la Cambra dels Comuns. En l'actualitat, la formulació de l'habeas corpus es troba recollida en diferents constitucions modernes, entre elles l'espanyola.
La constitució escrita més antiga i encara vigent és la de San Marino. El leges marini republicae sancti statutae, escrit en llatí, era un document de sis llibres. El primer, que contenia 62 articles, establia els concilis, les corts i els diversos càrrecs executius i els assignava responsabilitats. La resta dels llibres incloïen els codis criminals i civils, així com els procediments judicials. Es va escriure el 1600, basat en el statuti comunali de 1300.

### Amèrica precolombina

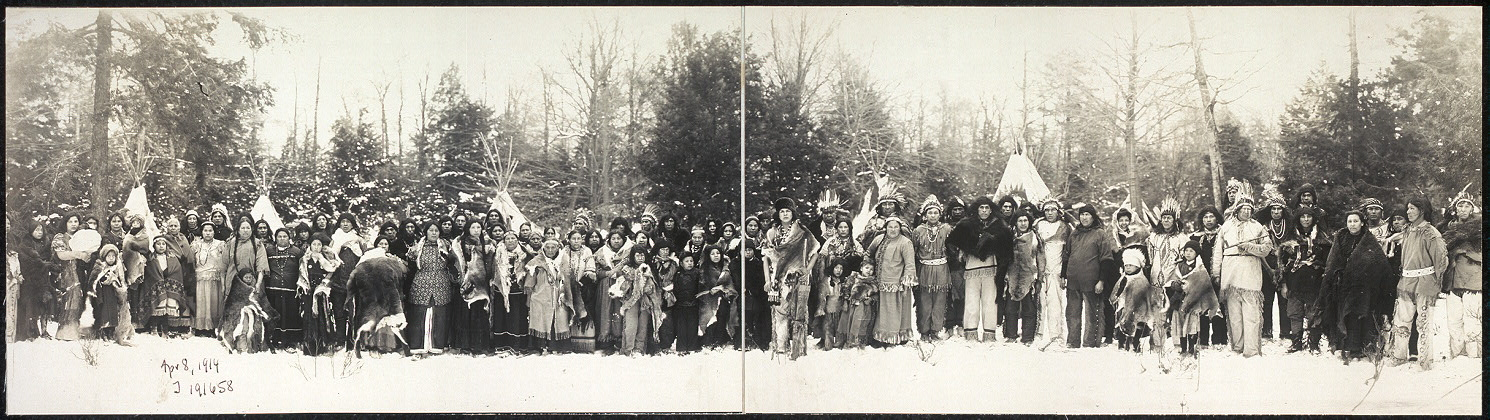
Foto col·lectiva d'iroquesos

Al continent americà, un dels primers textos amb format constitucional fou la constitució iroquesa. Sembla que els iroquesos tenen els seus orígens al Canadà en alguna data anterior a l'any 1000, des d'on anirien baixant fins a l'actual Nova York. Sembla que aquest poble era format per cinc tribus, normalment enfrontades entre elles, fins que l'any 1142 un eclipsi solar fou interpretat per un dels seus caps com un missatge d'un gran esperit perquè s'unissin i abandonessin les armes. Fou aleshores, quan realitzaren una constitució amb 117 articles, coneguda com la gran llei de la pau. El poder del poble, s'estructurà per un consell de representants de la població i és considerat el segon parlament democràtic més antic del món postclàssic, ja que el primer seria el format pels vikings d'Islàndia conegut com a Althing. Sembla que la constitució iroquesa, influí en la confecció de la Constitució dels Estats Units.

### Període constitucional clàssic
La promulgació de la constitució federal nord-americana, promulgada l'any 1787 a la ciutat de Filadèlfia i ratificada pels diferents estats entre aquell any i el 1790 i la constitució revolucionària francesa del 1791 marquen l'inici del període constitucional clàssic, que es prolongà fins al 1848; aquests texts constitucionals, són un clar reflex de l'augment del poder burgés que les inspira o les reclama, i que per tant responen a la definició continguda a l'article 16 de la Declaració dels Drets de l'Home i del Ciutadà, on es proclama la divisió de poders i es garanteix els drets individuals (llibertat, igualtat civil i propietat). Durant el segle xix foren promulgades la majoria de constitucions de les monarquies parlamentàries, algunes de les quals, esmenades, encara vigeixen com la sueca de 1809, la noruega de 1814 o la belga de 1831.

### Democratització constitucional
A partir del 1848 comença un període de lenta democratització dels texts constitucionals. Exemples d'aquest fet és la instauració del sufragi universal a França l'any 1848, o en els sistemes bicamerals les atribucions de la cambra alta es reduïren en favor de la cambra baixa, etc. Cal destacar, per exemple, les constitucions de la Segona República francesa (1848) i de l'espanyola del 1869, les revisions de diverses constitucions, o les esmenes de la constitució dels Estats Units. Alguns texts constitucionals europeus del període d'entreguerres eixamplaven la base electoral (concessió del vot a la dona, etc.), tractaven de donar estabilitat als governs, explicitaven i garantien els drets socials del ciutadà i atorgaven a l'estat el paper de rector de l'economia. Són les que es coneixen com a constitucions liberals, com el cas d'Alemanya, anomenada de la República de Weimar (1919), la de la república grega de 1927 o la de la Segona República espanyola de 1931. Però, al mateix temps, l'ascensió de feixisme suprimiren les constitucions italianes l'any 1922, l'alemanya el 1933, i l'espanyola i la grega l'any 1936, tot i que l'espanyola no fou abolida del tot fins al final de la Guerra civil espanyola l'any 1939. Les monarquies constitucionals es continuaren regint per les constitucions del segle xix, i França i Anglaterra mantingueren els mateixos texts constitucionals. A la Unió Soviètica, les diverses constitucions foren establertes per tal de regular la dictadura del proletariat. Després de la Segona Guerra Mundial es refermaren els principis democràtics, la qual cosa comportà la revisió de les lleis fonamentals de molts estats de règim parlamentari i l'adopció de constitucions per aquells altres que fins aleshores havien estat regits per autocràcies.

## Principis de disseny constitucional
Al moment en què les tribus comencen a viure en ciutats i estableixen nacions, moltes d'aquestes s'estructuren segons diversos estils com l'autocràcia, el costum oral, la tirania que governava per decret o per mer caprici personal. Aquesta disbauxa, porta a alguns pensadors a prendre la posició que el que importava no era tant el disseny d'institucions governamentals i/o administratives com el caràcter dels governants. Aquesta visió és compartida en les teories de Plató, Aristòtil, Ciceró i Plutarc, qui examinaria els dissenys de govern des d'un punt de vista legal i històric.
Amb el Renaixement, una sèrie de filòsofs i polítics centrarien les seves crítiques sobre pràctiques de monarques, els que els portaria a ser els primers a identificar els principis de disseny constitucional, els quals consideraven que seria probablement, en el moment en què es produís, més eficaç i efectiu pel que fa a governança. Això suposa el ressorgiment del concepte de dret de gents que ja s'havia practicat a l'antiga Roma i la seva aplicació a les relacions entre nacions, la regulació dels estats de guerra i agafar com a objectiu evitar els conflictes internacionals. Això entrava a posar en dubte l'autoritat absoluta de monarques o altres formes autoritàries de govern, i posar remei a l'abús d'autoritat.
De mica en mica, les diferents aportacions que han anat fent els diferents autors han portat a una classificació de tres tipus de constitucions. La primera seria l'anomenada constitució de natura que n'inclou tot del que s'anomenava llei natural, la segona seria la constitució de la societat, que engloba la tradició oral i el que comunament s'entén com regles a favor de la societat formada per un contracte social previ al que estableixi un govern i que inclouria elements com la fabricació de decisions per convencions públiques anomenades per avís públic i dirigides per regles establertes de procediment. Aquest concepte seria semblant al que en dret jurídic espanyol es coneix com el concepte de costum que n'esdevé una font directe subsidiària segons el que especifica el mateix codi civil, i finalment una constitució de govern.

## Constitucions façana
El teòric polític italià Giovanni Sartori, va anotar a través de la seva obra, l'existència de constitucions nacionals que són una façana per a fonts autoritàries de poder. Molts d'ells, són documents que expressen respecte per la declaració universal dels drets humans o estableix una magistratura independent o una separació de poders. La principal diferència en aquest cas és que aquests reconeixements constitucionals es poden ignorar quan el govern es veu amenaçat, o mai posar-se a pràctica. Un exemple extrem era la Constitució soviètica que en paper donava suport a llibertat d'assemblea i llibertat d'expressió, però tanmateix, els ciutadans que transgredien els límits establerts pel govern, eren empresonats ràpidament. L'exemple demostra que les proteccions i beneficis d'una constitució es proporcionen en el fons no mitjançant els seus termes escrits sinó a través de la deferència per part del govern i de la societat als seus principis.

## Constitució Espanyola
A l'estat espanyol l'actual constitució és la màxima llei escrita de l'ordenament jurídic. S'hi regulen els deures i drets fonamentals dels ciutadans, la forma i estructura de l'estat. La Constitució Espanyola actual fou aprovada en el referèndum del 6 de desembre de 1978 i és la novena que té l'estat. Una de les particularitats que té la Constitució, és la diferència entre llei ordinària i llei orgànica, dotant aquesta última de la capacitat per a regular matèries que no poden ser regulades mitjançant una llei ordinària, establint-se una relació entre ambdues lleis una relació d'índole material, resultant que no poden immiscir-se l'una en els àmbits d'actuació de l'altra. Aquesta idea serà el punt de partida per a considerar quin tipus de llei haurà de ser la prevalent per a un cas determinat i no una suposada jerarquia entre ambdós tipus de llei. Com ha assenyalat el Tribunal Constitucional de forma reiterada, l'atribució de rang de llei orgànica a determinats preceptes d'una llei no ha de dur-se més enllà dels casos especialment determinats en l'article 81 de la Constitució, perquè, segons reiterada doctrina d'aquest Tribunal, constituïx una excepció al règim general de les majories parlamentàries, base del sistema democràtic, que només pot admetre's en els casos expressament prevists pel citat precepte constitucional. Existeix, també, una diferència entre ambdues en el seu tràmit parlamentari, ja que les lleis orgàniques han de ser aprovades per majoria absoluta del Congrés dels Diputats, mentre que les ordinàries per majoria simple.
A Catalunya, el País Valencià o les Illes Balears el document jurídic més semblant a una constitució són els seus estatuts d'autonomia. Aquests documents jurídics són norma bàsica d'una comunitat autònoma espanyola, reconeguda per la Constitució espanyola de 1978 en el seu article 147. Als estatuts s'hi recull el nom de la comunitat, la seva delimitació territorial, els noms i les seus dels òrgans autonòmics, les competències que s'hi assumeixen i les llengües oficials d'aquell territori. Val a dir, que els estatuts tenen rang de llei orgànica, pel que es troben sotmesos a la Constitució.